# Gian Paolo Bazzoni
Gian Paolo Bazzoni (Porto Torres, 17 aprile 1935 – Sassari, 11 febbraio 2014) è stato uno scrittore, poeta e drammaturgo italiano.
Ha pubblicato la raccolta di versi Cosi e passunàggi di Posthudòrra, il romanzo Una fabbrica di sogni e una decina di commedie in vernacolo sassarese, oltre a numerosi saggi sulla linguistica e la fraseologia della lingua turritana.

## Saggistica
Appassionato cultore della sua lingua ha compilato numerosi saggi divulgativi sull'uso del turritano con il merito di mantenere viva la memoria della sua linguistica e grammatica come nella Grammatica sassarese, dove viene proposto un codice ortografico per la complessa pronuncia delle espirate e altri suoni caratteristici, già affrontato nel saggio Problemi ortografici del nostro dialetto; il Dizionario fraseologico Sassarese-Italiano; la raccolta fraseologica Pa modu di dì, che è pubblicata a puntate giornalmente sul quotidiano La Nuova Sardegna; L'ommu fintu, Trilussa in sassaresu traduzione in sassarese di poesie di Trilussa.

## Le commedie
Le commedie in sassarese di Gian Paolo Bazzoni, come Lu ricattu, La cipria i'lu nasu, Li mariunetti, La carruzzina, Lu pabòschu, che sono state rappresentate nei teatri di Sassari e provincia, sono raccolte in Le commedie - Vintizincu anni di triatu in Sassari. Sottilmente comiche e popolane e mai davvero grottesche, situazioni e ambientazioni suggeriscono l'influenza della tradizione dei grandi commediografi dialettali come Eduardo De Filippo.

### Lu ricattu
Lu ricattu, ambientato in una Porto Torres degli anni cinquanta, mette in scena l'arguzia e la solidarietà dell'universo femminile, che nello sventare un tentativo di ricatto evita che un vecchio segreto venga a galla e salvaguarda l'unità affettiva della famiglia. La commedia in tre atti scritta ad Arcore nel 1980, fu rappresentata la prima volta dalla compagnia il Teatro dell'Arca al Teatro Olimpia di Porto Torres nel 1992.

### La cipria i'lu nasu
In questa commedia in tre atti, un giovane emigrato si vergogna del padre invalido e ubriacone in occasione della visita del futuro suocero. Scritta a Porto Torres nel 1993 è stata rappresentata nel 1994 al Teatro Olimpia di Porto Torres dalla compagnia Il teatro dell'Arca.

## Opere

### Opere di poesia e commedie
- Il fumo sulla mia terra - Firenze, Kursaal, 1968
- Cosi e passunàggi di Posthudòrra - Sassari, 1995
- Una frabbica di sogni - Sassari, Magnum, 2001
- Pa modu di dì, con disegni di Lutzoni e Fundoni - Magnum edizioni, Sassari, 2003
- L'ommu fintu, Trilussa in sassaresu- Magnum edizioni, Sassari, 2004
- Le commedie - Vintizincu anni di triatu in Sassari - Magnum edizioni, Sassari 2006

### Studi sulla lingua sassarese
- Problemi ortografici del nostro dialetto - In: Sesuja, n°. 14-15. (1994-1995)
- Elementi di grammatica sassarese - SIG, Sassari, 1999
- Dizionario fraseologico Sassarese-Italiano Magnum edizioni, Sassari, 2001
- Dizionario fondamentale sassarese-italiano - Magnum edizioni, Sassari, 2006
- Vocabolario, grammatica - Sassari, 2008